# Medalia Bruce
Medalia Bruce sau  Catherine Wolfe Bruce Gold Medal este un premiu acordat în fiecare an de către Societatea Astronomică din Pacific (ASP - Astronomical Society of the Pacific) pentru contribuții deosebite în astronomie. Este numit după Catherine Wolfe Bruce, o binefăcătoare americană care a contribuit la finanțarea unor numeroase proiecte în astronomie la sfârșitul secolului al XIX-lea. Pentru prima dată medalia a fost acordată în 1898. Este considerată ca fiind unul dintre cele mai înalte onoruri în domeniul astronomiei.
Candidații nominalizați sunt propuși de directorii a șase observatoare astronomice, trei americani și trei din alte țări, observatoarele implicate schimbându-se în mod regulat. Premiul este deschis „cetățenilor din toate țările și de ambele sexe”, și atribuit anual, biroul ASP rezervându-și dreptul să nu-l atribuie în anii în care candidații propuși nu-l satisfac.

## Lista cu medaliații
- 1898 Simon Newcomb
- 1899 Arthur Auwers
- 1900 David Gill
- 1902 Giovanni V. Schiaparelli
- 1904 William Huggins
- 1906 Hermann Carl Vogel
- 1908 Edward C. Pickering
- 1909 George William Hill
- 1911 Henri Poincaré
- 1913 Jacobus C. Kapteyn
- 1914 Oskar Backlund
- 1915 William Wallace Campbell
- 1916 George Ellery Hale
- 1917 Edward Emerson Barnard
- 1920 Ernest W. Brown
- 1921 Henri A. Deslandres
- 1922 Frank W. Dyson
- 1923 Benjamin Baillaud
- 1924 Arthur Stanley Eddington
- 1925 Henry Norris Russell
- 1926 Robert G. Aitken
- 1927 Herbert Hall Turner
- 1928 Walter S. Adams
- 1929 Frank Schlesinger
- 1930 Max Wolf
- 1931 Willem de Sitter
- 1932 John S. Plaskett
- 1933 Carl V.L. Charlier
- 1934 Alfred Fowler
- 1935 Vesto M. Slipher
- 1936 Armin O. Leuschner
- 1937 Ejnar Hertzsprung
- 1938 Edwin P. Hubble
- 1939 Harlow Shapley
- 1940 Frederick H. Seares
- 1941 Joel Stebbins
- 1942 Jan H. Oort
- 1945 E. Arthur Milne
- 1946 Paul Merrill
- 1947 Bernard Lyot
- 1948 Otto Struve
- 1949 Harold Spencer Jones
- 1950 Alfred H. Joy
- 1951 Marcel Minnaert
- 1952 Subrahmanyan Chandrasekhar
- 1953 Harold D. Babcock
- 1954 Bertil Lindblad
- 1955 Walter Baade
- 1956 Albrecht Unsöld
- 1957 Ira S. Bowen
- 1958 William Wilson Morgan
- 1959 Bengt Strömgren
- 1960 Viktor A. Ambarțumian
- 1961 Rudolph Minkowski
- 1962 Grote Reber
- 1963 Seth Barnes Nicholson
- 1964 Otto Heckmann
- 1965 Martin Schwarzschild
- 1966 Dirk Brouwer
- 1967 Ludwig Biermann
- 1968 Willem J. Luyten
- 1969 Horace W. Babcock
- 1970 Fred Hoyle
- 1971 Jesse Greenstein
- 1972 Iosif S. Shklovskii
- 1973 Lyman Spitzer Jr.
- 1974 Martin Ryle
- 1975 Allan R. Sandage
- 1976 Ernst J. Öpik
- 1977 Bart J. Bok
- 1978 Hendrik C. van de Hulst
- 1979 William A. Fowler
- 1980 George Herbig
- 1981 Riccardo Giacconi
- 1982 E. Margaret Burbidge
- 1983 Yakov B. Zel'dovich
- 1984 Olin C. Wilson
- 1985 Thomas G. Cowling
- 1986 Fred L. Whipple
- 1987 Edwin E. Salpeter
- 1988 John G. Bolton
- 1989 Adriaan Blaauw
- 1990 Charlotte E. Moore Sitterly
- 1991 Donald E. Osterbrock
- 1992 Maarten Schmidt
- 1993 Martin Rees
- 1994 Wallace Sargent
- 1995 P. James E. Peebles
- 1996 Albert E. Whitford
- 1997 Eugene Parker
- 1998 Donald Lynden-Bell
- 1999 Geoffrey R. Burbidge
- 2000 Rashid A. Sunyaev
- 2001 Hans A. Bethe
- 2002 Bohdan Paczynski
- 2003 Vera C. Rubin
- 2004 Chūshirō Hayashi
- 2005 Robert Kraft
- 2006 Frank J. Low
- 2007 Martin Harwit
- 2008 Sidney van den Bergh
- 2009 Frank H. Shu
- 2010 Gerry Neugebauer
- 2011 Jeremiah P. Ostriker
- 2012 Sandra M. Faber
- 2013 James E. Gunn
- 2014 Kenneth Kellermann